# Leptogenys saussurei
Leptogenys saussurei är en myrart som först beskrevs av Auguste-Henri Forel 1891.  Leptogenys saussurei ingår i släktet Leptogenys och familjen myror. Inga underarter finns listade i Catalogue of Life.

## Bildgalleri

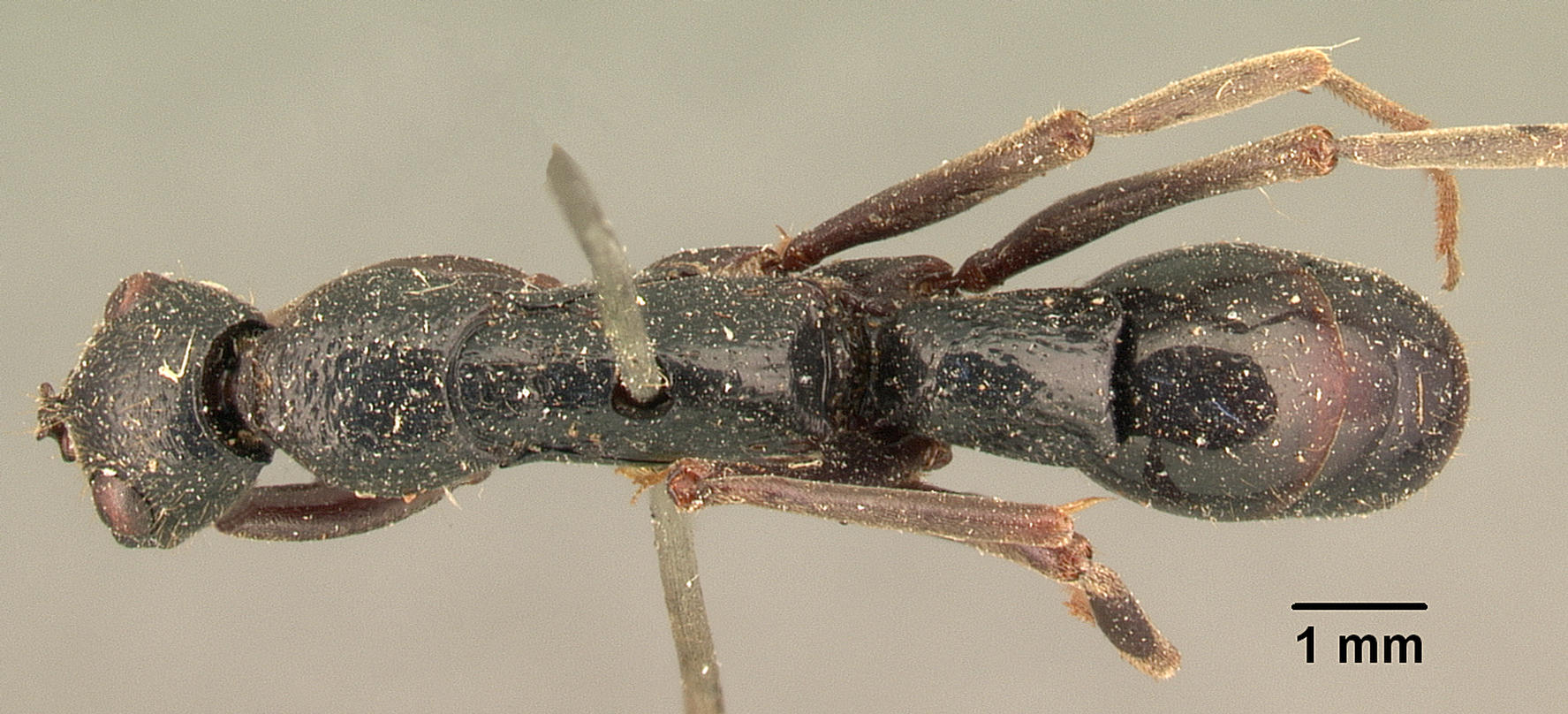
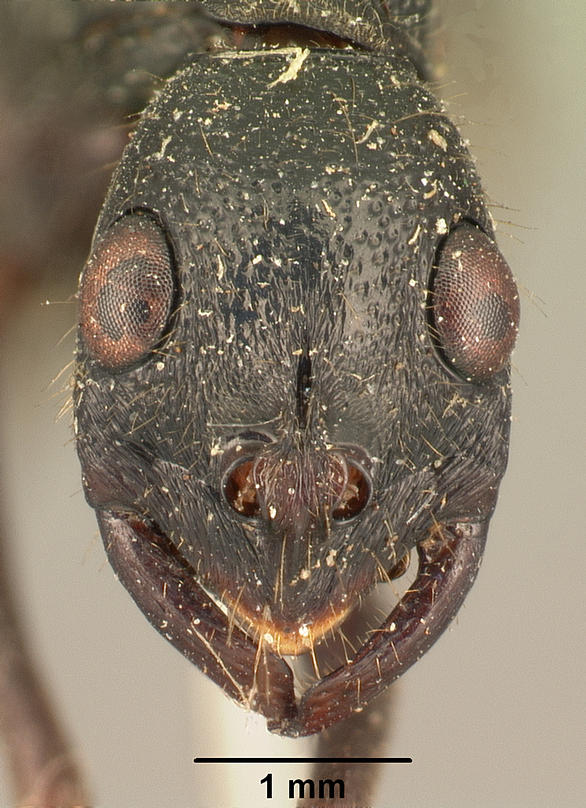
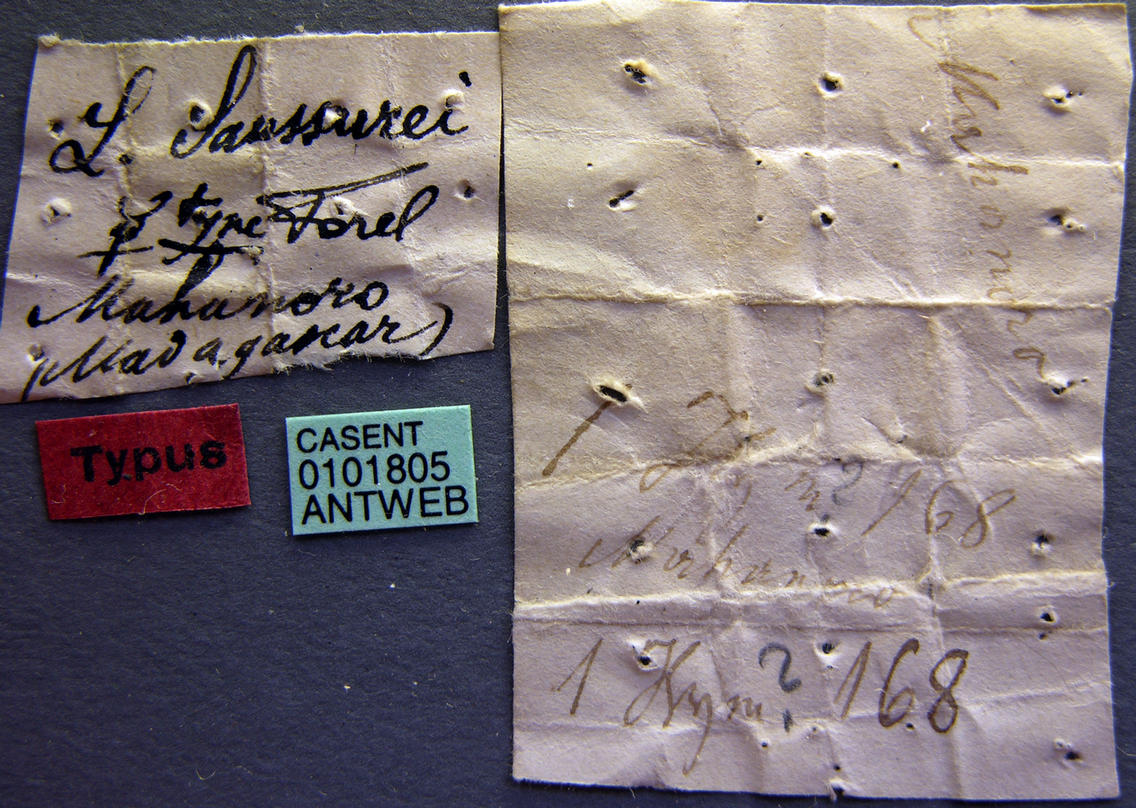
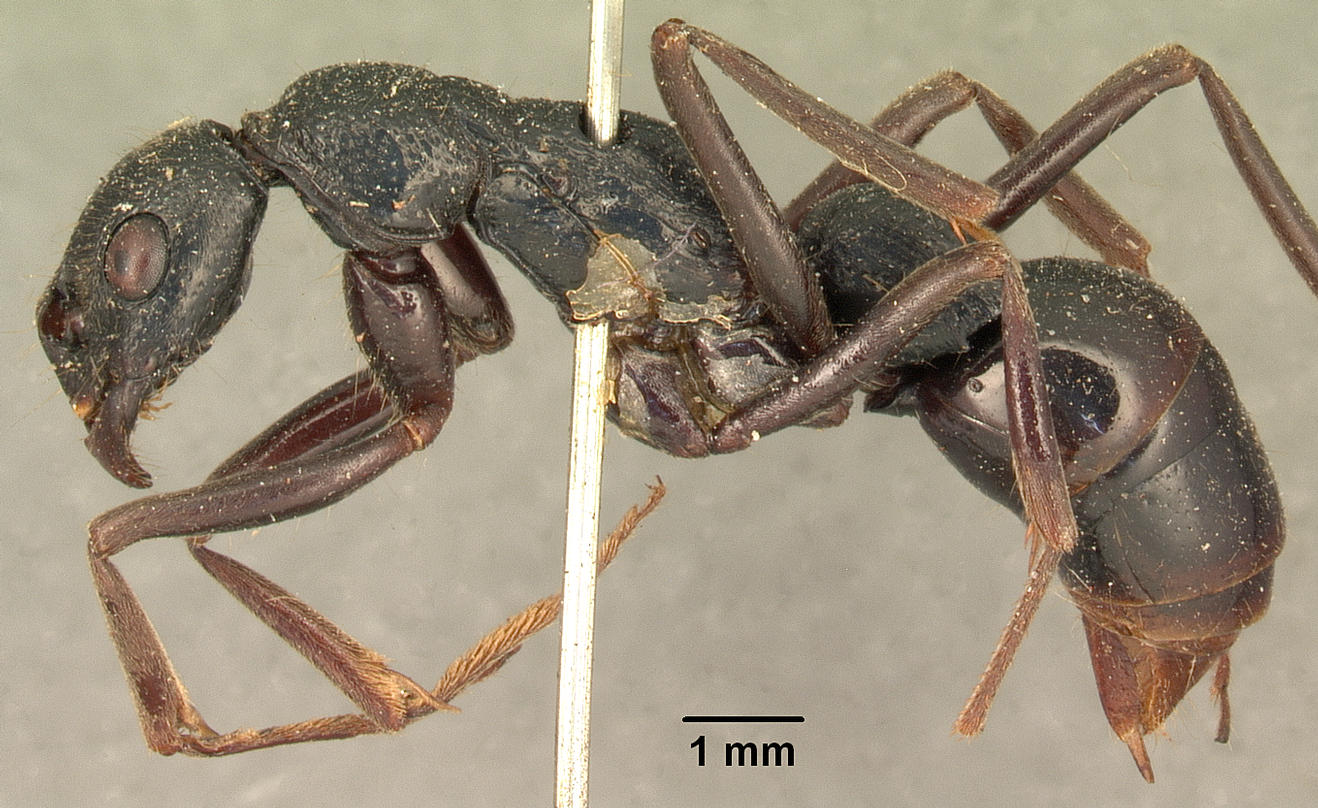
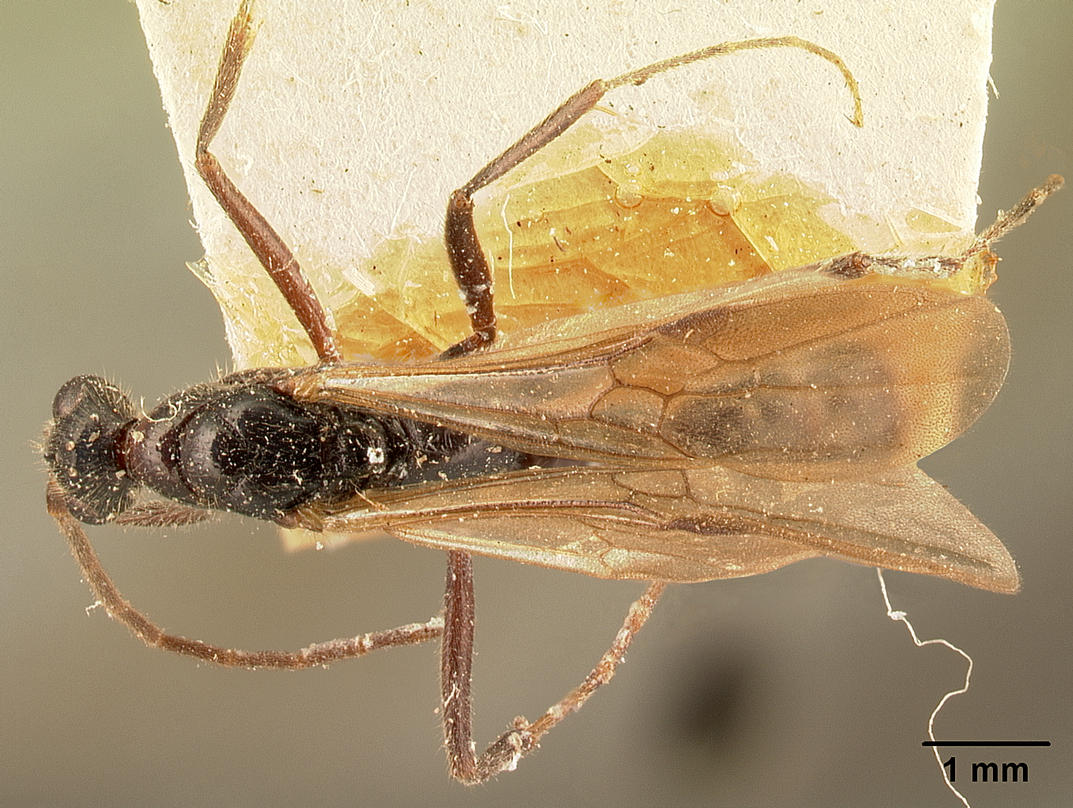
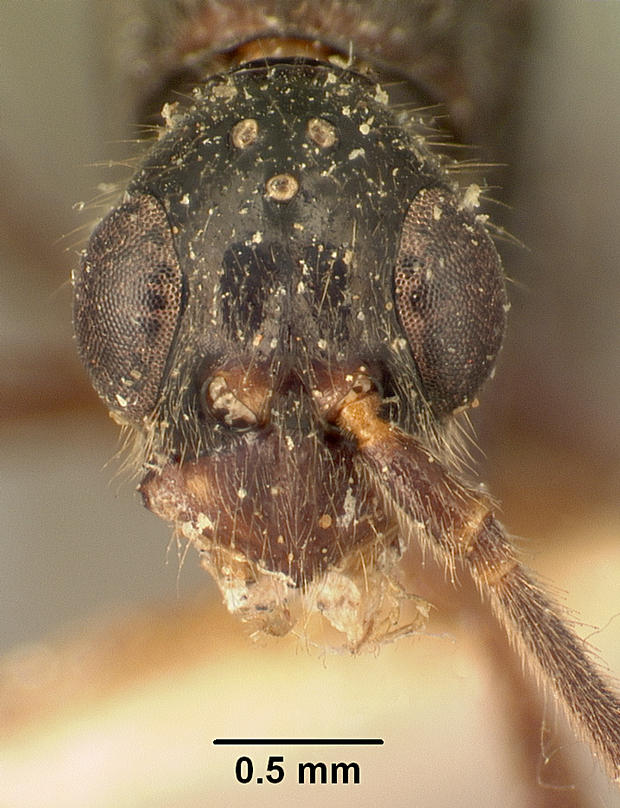